# Alley Cat
Alley Cat (англ. alley cat — бездомный кот) — компьютерная игра, созданная американским программистом и игровым дизайнером Биллом Уильямсом и изданная компанией Synapse Software для компьютеров Atari 8-bit / Atari 800 в 1983 году. В 1984 году фирмой IBM игра была портирована для PC.
В последующем под влиянием Alley Cat было разработано и выпущено несколько игр, клонирующих ее игровой процесс, графику и другие элементы.

## Игровой процесс

Комната с аквариумом (оригинальная версия для Atari 400/800). Кот убегает от метлы и оставляет следы на полу

Игрок управляет котом, который может бегать по переулку, запрыгивать на мусорные баки и забор, цепляться за висящие на верёвках вещи и делать другие, характерные для кота действия. Изначально кот появляется в переулке, в котором расположены мусорные баки и забор, а рядом сушатся развешанные на верёвках вещи. Кот может перемещаться по земле, где его преследуют собаки, запрыгивать на баки, откуда его пытаются согнать другие коты и цепляться за бельевую верёвку, откуда его могут сбросить мыши. Кроме того, кот может пострадать от тяжёлых предметов, которые время от времени вылетают из открытых окон. Цель кота на этом этапе — добраться до открытого окна и запрыгнуть в него, чтобы попасть в комнату дома.
Всего имеется пять различных видов комнат, в каждой из которых свои задания. После попадания в комнату ее вид определяется случайно, и может быть одно из следующих заданий:
- Комната с птицей: сбросить клетку с птицей со стола и затем поймать вылетевшую из неё птицу.
- Комната с аквариумом: запрыгнуть в аквариум и, плавая в нём, поймать всю рыбу.
- Комната с мышами: съесть всех мышей, которые находятся внутри куска сыра с большими дырками и время от времени высовываются из этих дырок.
- Комната с собаками: выпить молоко у спящих собак.
- Комната с цветами: сбросить на пол три цветочных горшка.

Во всех комнатах коту противостоят: метла, которая подбрасывает кота и может выбросить в окно, а также время от времени появляется собака, встреча с которой смертельна. В комнате кот может оставлять грязные следы, тем самым отвлекая метлу, которой приходится их убирать. В аквариуме живут электрические угри, в комнате с цветами — паук. От выполнения задания можно отказаться, выпрыгнув обратно в окно.
В случае выполнения задания кот возвращается в переулок и снова должен запрыгнуть в одно из окон, но при этом из окон уже не летят тяжёлые предметы, а появляется кошка. Запрыгнув в одно из окон, кот попадает в комнату, в которой несколько этажей. В этой комнате кот должен, уворачиваясь от других котов и стрел амуров, добраться до кошки, после чего он снова возвращается в переулок, получив дополнительную жизнь и перейдя на новый уровень сложности.
С повышением уровня сложности изменяется расстановка мусорных баков в переулке, ускоряется движение противников, увеличивается количество получаемых очков. После 30-го уровня сложность игры не растёт.

## Технические подробности
PC-версия продавалась на специальной загрузочной дискете, не читавшейся стандартными средствами PC-DOS — это была форма защиты от копирования, распространённая в то время. Модифицированная версия была создана для запуска на MS-DOS или PC-DOS (в Windows её можно запустить в программе DosBox). Она запускается в разрешении 320×200 в режиме CGA и воспроизводит музыку и звуковые эффекты через PC speaker. Игра очень компактная и представляет собой один EXE-файл размером 55 кБ. Несмотря на малый размер, файл не может быть конвертирован в COM-файл, поскольку имеет выделенный сегмент стека. Программа сохранила следы исходного вида, не предназначенного для эксплуатации совместно с другими - выход из неё происходит по сочетанию клавиш Ctrl-Y, не использующегося в других программах, компьютер остаётся в графическом режиме, а системный таймер продолжает работать в 256 раз быстрее, чем до запуска игры.
В 1983 году была выпущена версия игры, предназначенная для запуска на домашних компьютерах Atari 800; она имеет ещё меньший размер — 32 кБ — и умещается на дискету или кассету. При помощи эмулятора Droid 800 её можно запускать на устройствах под управлением ОС Android.

## Музыкальное оформление
В заставке игры звучит одноимённая композиция композитора Бента Фабрициуса-Бьерре, вышедшая в 1962 году.

## Влияние
Известны следующие игры, созданные под влиянием и на основе Alley Cat:
- Alley Cat's Life (Symbian; 2004);
- Alley Cat 2 (Windows; 2006);
- Alley Cat (Android, iOS, Samsung Bada; 2012);
- Alley Cat Remeow Edition (Windows, Linux; 2018).